# Torri di Quartesolo
Torri di Quartesolo (velenceiül Łe Tori) település Olaszországban, Veneto régióban, Vicenza megyében. Lakosainak száma 11 680 fő (2023. január 1.). Torri di Quartesolo Gazzo, Grumolo delle Abbadesse, Longare, Quinto Vicentino és Vicenza községekkel határos.

## Népesség
A település népességének változása:
| Lakosok száma | 11 685 | 11 684 | 11 680 |
|               | 2017   | 2018   | 2023   |